# Lipsenj
Lipsenj je naselje v Občini Cerknica, ki leži ob vzhodnem robu Cerkniškega jezera med vasema Žerovnica in Gorenje Jezero.

## Prebivalstvo
Etnična sestava 1991:
- Slovenci: 121 (95,3 %)
- Muslimani: 1
- Neznano: 5 (3,9 %)